# Tischeria pulvella
Tischeria pulvella là một loài bướm đêm thuộc họ Tischeriidae. Nó được tìm thấy ở Texas.